# Graduate certificate
Un Graduate certificate è una qualificazione accademica di livello universitario graduate (Diploma di perfezionamento o master (I) o post-secondary education level) rilasciata da varie istituzioni accademiche, quali università e college, di tutto il mondo.
Può essere completato in un periodo che varia da 1 a 3 semestri a seconda della specializzazione scelta e dal programma, e prevede una forte specializzazione in alcuni ambiti del settore previsto ed un maggiore orientamento professionale quanto di ricerca.
Tipicamente vengono richiesti una laurea triennale ottenuta in un istituto universitario accreditato (accredited bachelor's degree), ed un buon livello di conoscenza della lingua inglese (B2 - C1) per poter accedere.
Risiede al livello 7 del Quadro europeo delle qualifiche e viene considerato parte finalizzante per la preparazione all'ingresso nel mondo del lavoro, come integrante per il completamento di un Master's degree (Laurea Magistrale).